# Cult of Luna (album)
 (octobre 2016).
Si vous disposez d'ouvrages ou d'articles de référence ou si vous connaissez des sites web de qualité traitant du thème abordé ici, merci de compléter l'article en donnant les références utiles à sa vérifiabilité et en les liant à la section « Notes et références ».
Pour le groupe, voir Cult of Luna.
Albums de Cult of Luna
The Beyond
(2003)
Cult of Luna est le premier album du groupe Suédois de post-hardcore Cult of Luna, sorti en 2001. Il a tout d'abord été sorti par le label Rage of Achilles, puis par Earache Records.

## Track listing
Tous les morceaux ont été écrits par Cult of Luna.
1. The Revelation Embodied – 7:45
2. Hollow – 9:59
3. The Dark Side of the Sun – 3:13
4. Sleep – 14:01
5. To Be Remembered – 5:56
6. Beyond Fate – 8:45
7. 101 – 1:42
8. The Sacrifice – 9:05

## Personnel

### Membres du groupe
- Marco Hildèn – batterie et percussions
- Magnus Lindberg – samples, guitare et enregistrement
- Erik Olofsson – guitare
- Johannes Persson – guitare et chant
- Klas Rydberg – chant
- Axel Stattin – basse

### Autre personnel
- Mats Hammarström – enregistrement, mixage et piano
- Pelle Henricsson – mastering
- Jan Jämte – chant additionnel
- Jonathan Leijonhufvud – artwork et design de l'album
- Lovisa Nyström – violoncelle
- Jonas Rosén – chant additionnel